# 哈伯德山
哈伯德山（英語：Mount Hubbard）是北美洲的山峰，位於美國阿拉斯加州和加拿大育空接壤的邊境，屬於聖埃利亞斯山脈的一部分，海拔高度4,557米，該火山被劃入弗蘭格爾－聖伊萊亞斯國家公園和克魯瓦尼國家公園及保留地範圍。

## 外部連結
- A list of Yukon mountains by prominence（页面存档备份，存于）

60°19′10″N 139°04′15″W / 60.31944°N 139.07083°W